# Сен-Блез-ла-Рош
Сен-Блез-ла-Рош (фр. Saint-Blaise-la-Roche) — коммуна на северо-востоке Франции в регионе Гранд-Эст (бывший Эльзас — Шампань — Арденны — Лотарингия), департамент Нижний Рейн, округ Мольсем, кантон Мюциг. До марта 2015 года коммуна административно входила в состав упразднённого кантона Саль (округ Мольсем).
Площадь коммуны — 2,39 км², население — 231 человек (2006) с тенденцией к стабилизации: 241 человек (2013), плотность населения — 100,8 чел/км².

## Население
| Год  | Численность | Численность |
| ---- | ----------- | ----------- |
| 2013 | 241         |             |
| 2015 | 239         | [ 7 ]       |
| 2016 | 233         | [ 8 ]       |
| 2017 | 228         | [ 9 ]       |
| 2018 | 229         | [ 10 ]      |
| 2019 | 237         | [ 11 ]      |
| 2020 | 250         | [ 12 ]      |
| 2021 | 246         | [ 13 ]      |
| 2022 | 243         | [ 1 ]       |

## Экономика
В 2010 году из 140 человек трудоспособного возраста (от 15 до 64 лет) 109 были экономически активными, 31 — неактивными (показатель активности 77,9 %, в 1999 году — 73,7 %). Из 109 активных трудоспособных жителей работали 94 человека (53 мужчины и 41 женщина), 15 числились безработными (8 мужчин и 7 женщин). Среди 31 трудоспособных неактивных граждан 5 были учениками либо студентами, 14 — пенсионерами, а ещё 12 — были неактивны в силу других причин.

## Достопримечательности (фотогалерея)

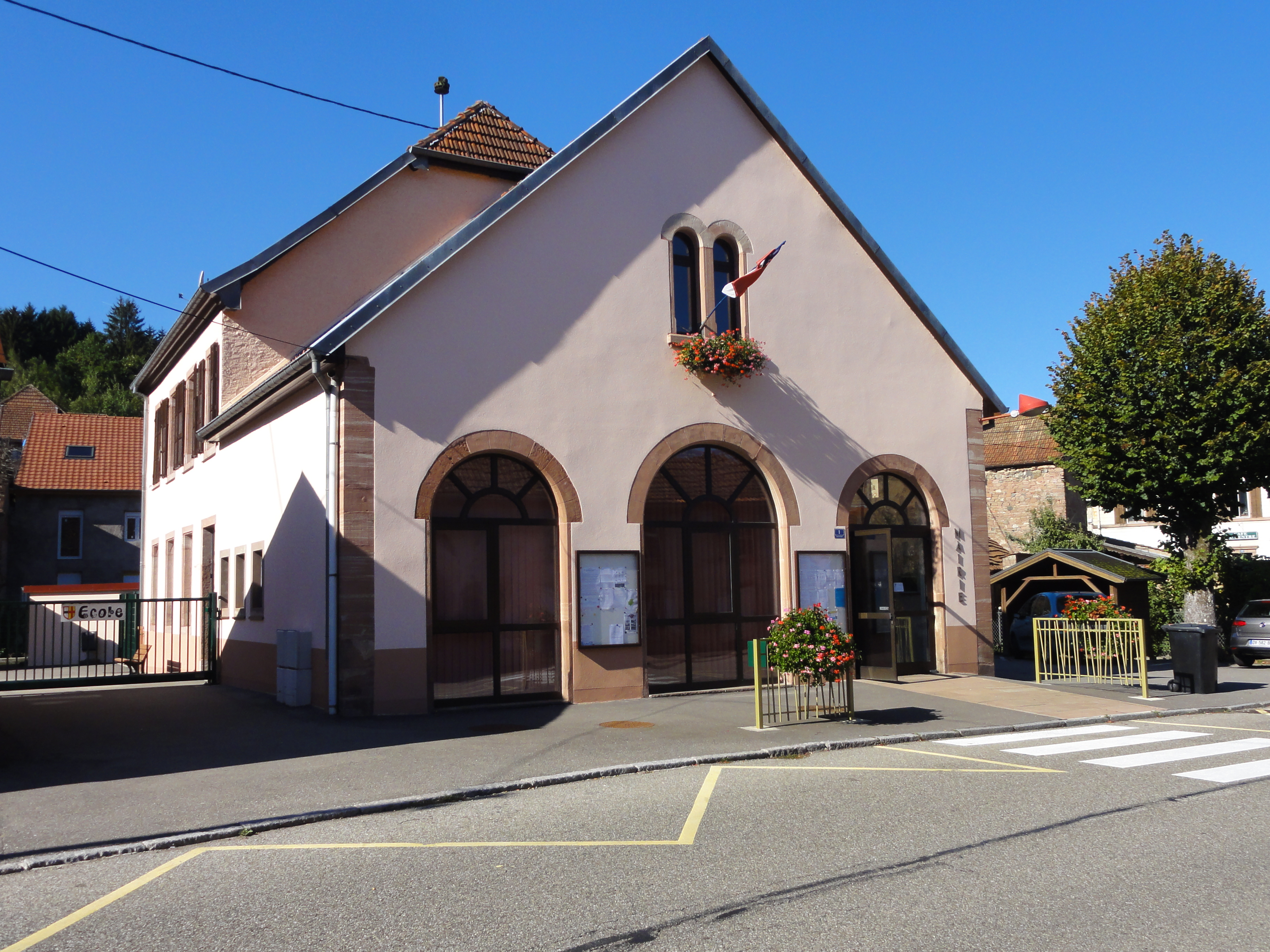
Здание мэрии
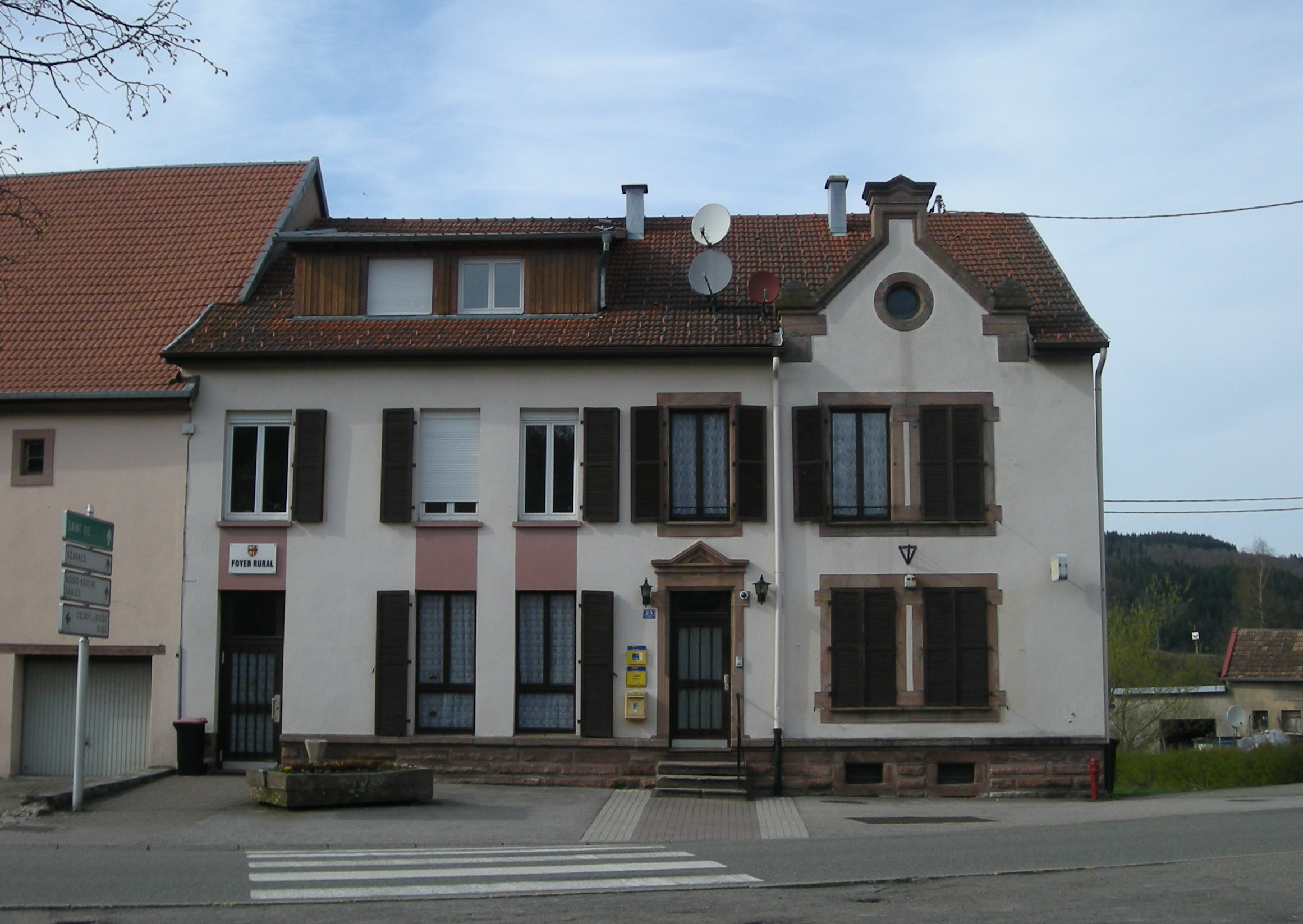
Клуб и почта
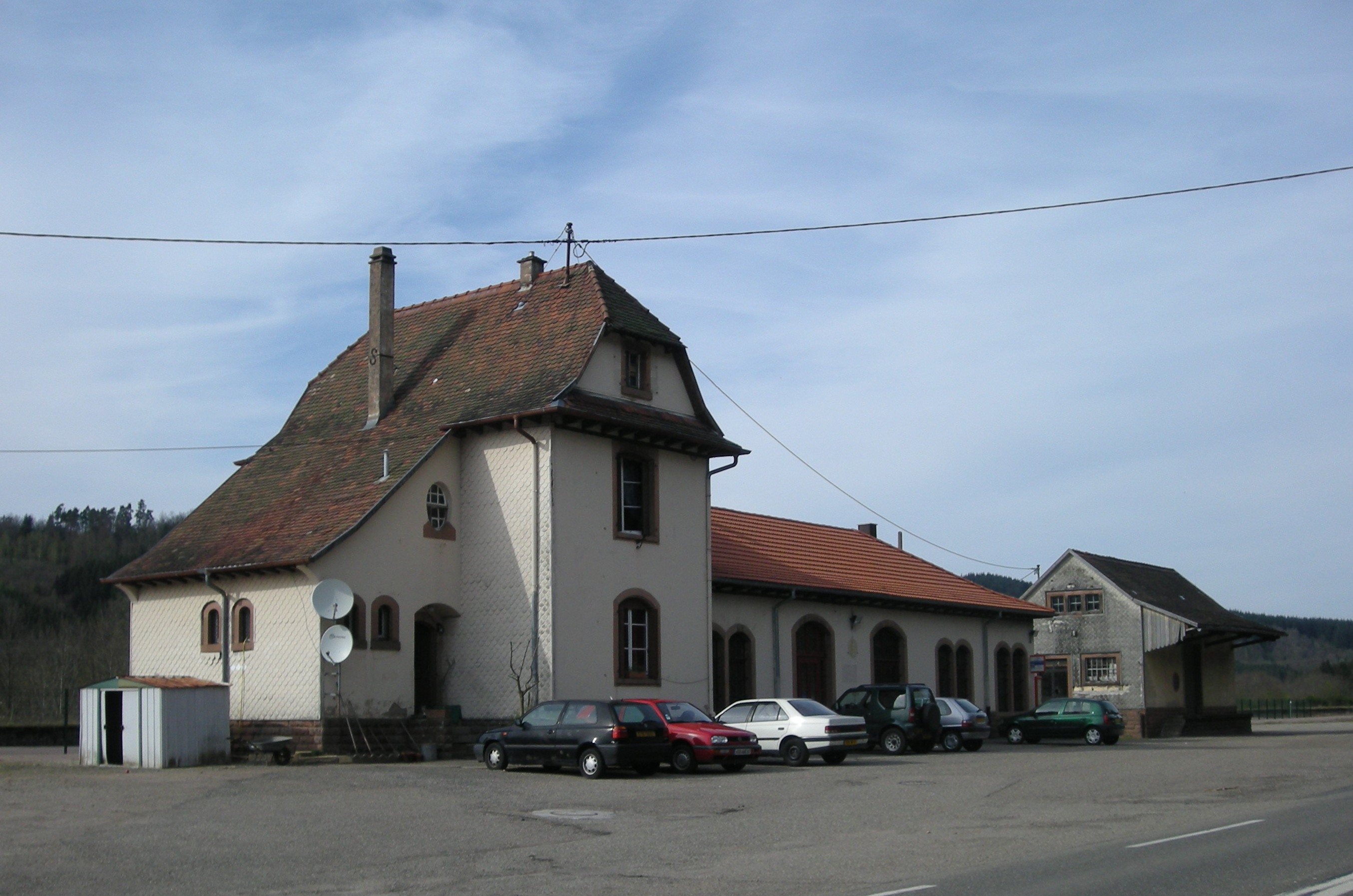
Вокзал
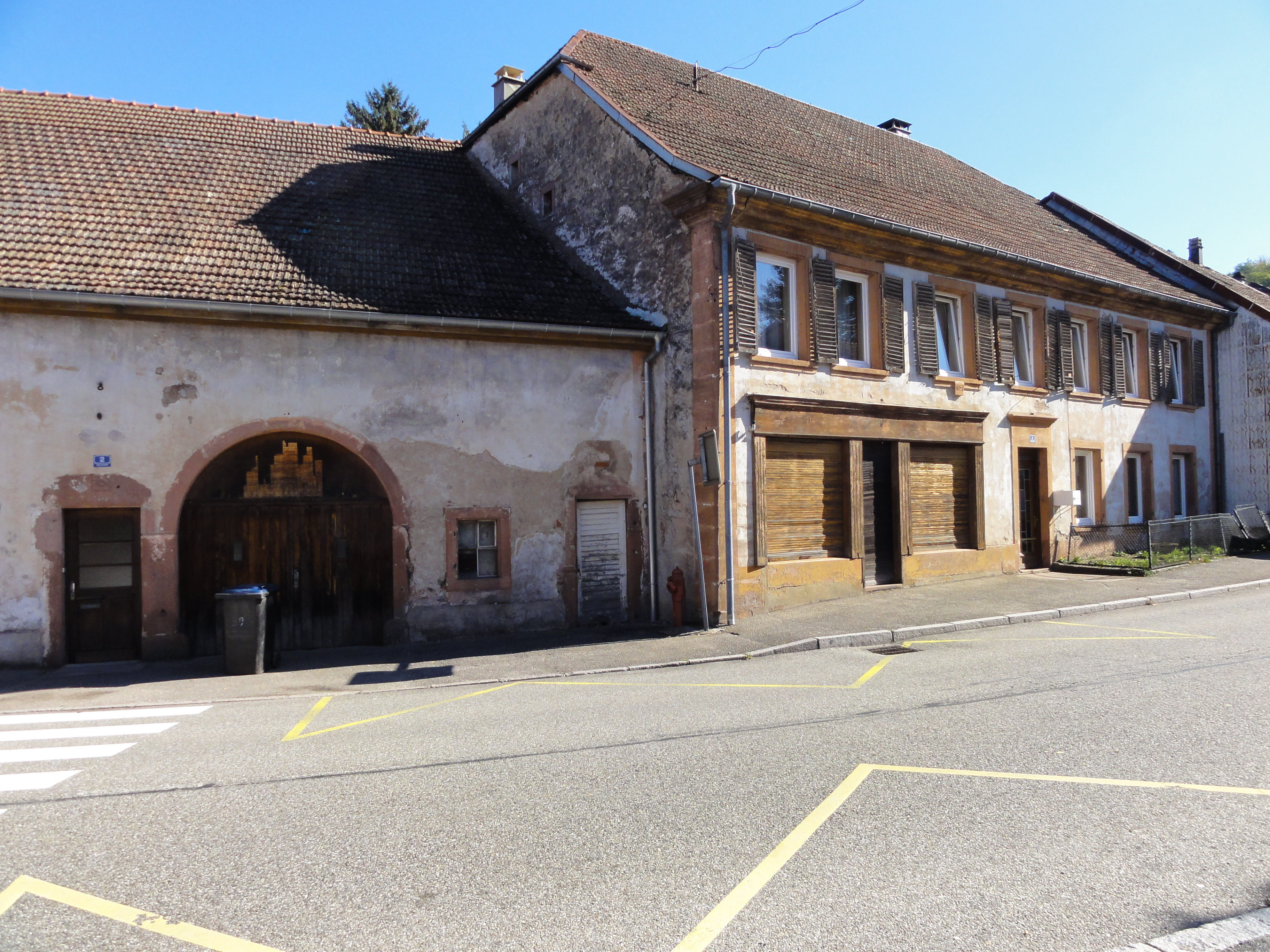
Старая ферма
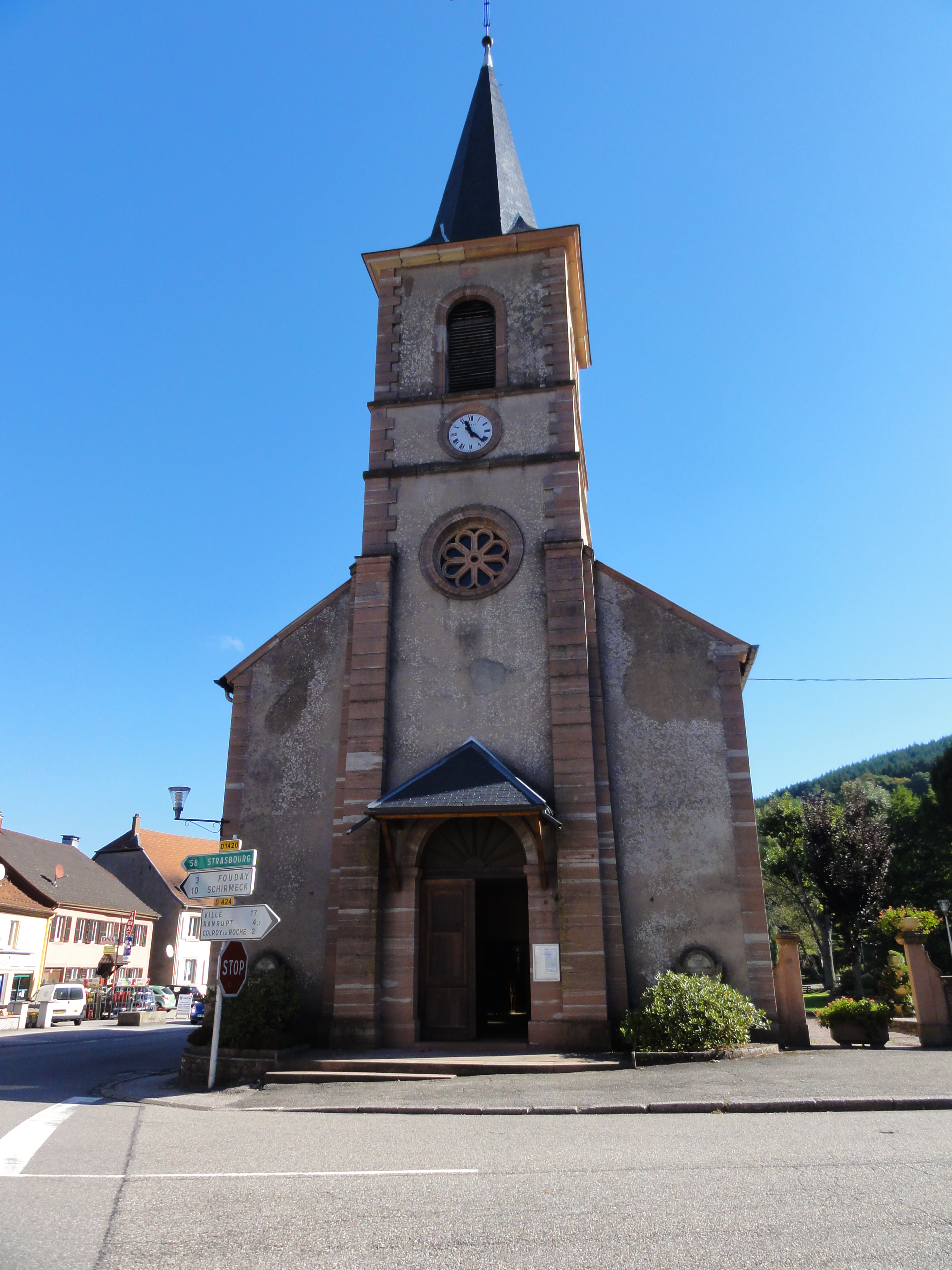
Церковь Сен-Блез
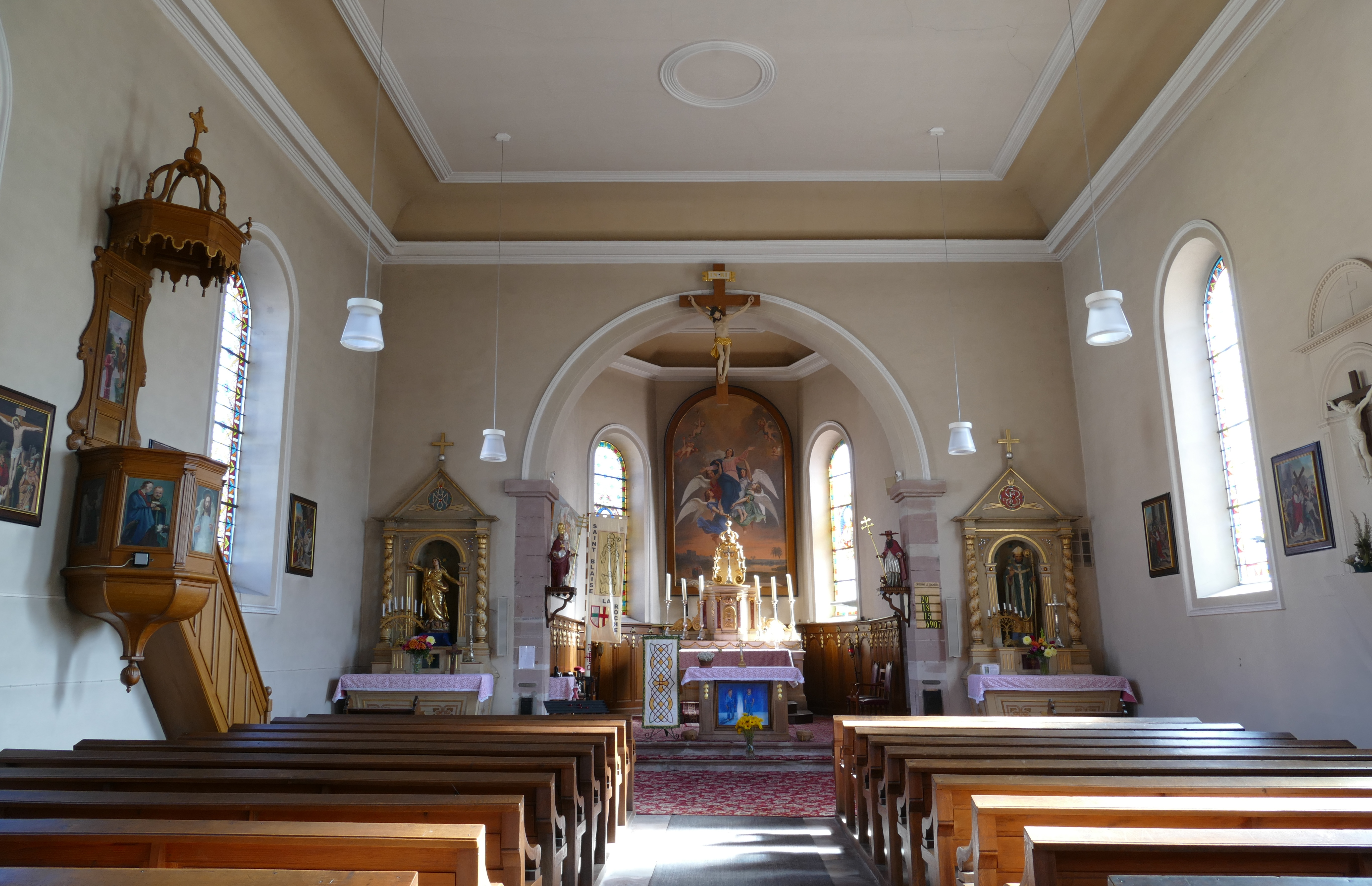
Интерьер, вид на алтарь
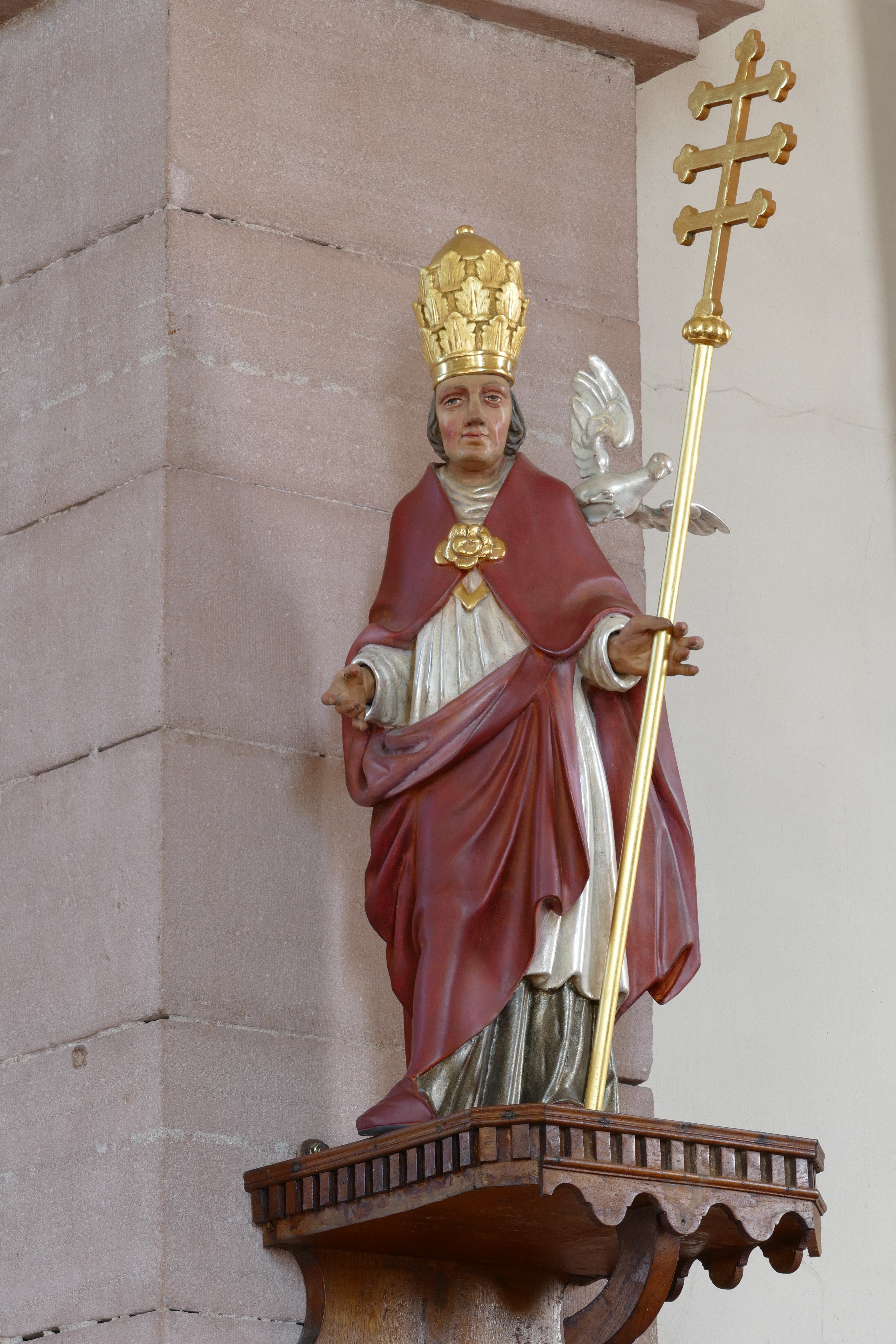
Статуя святого Георгия
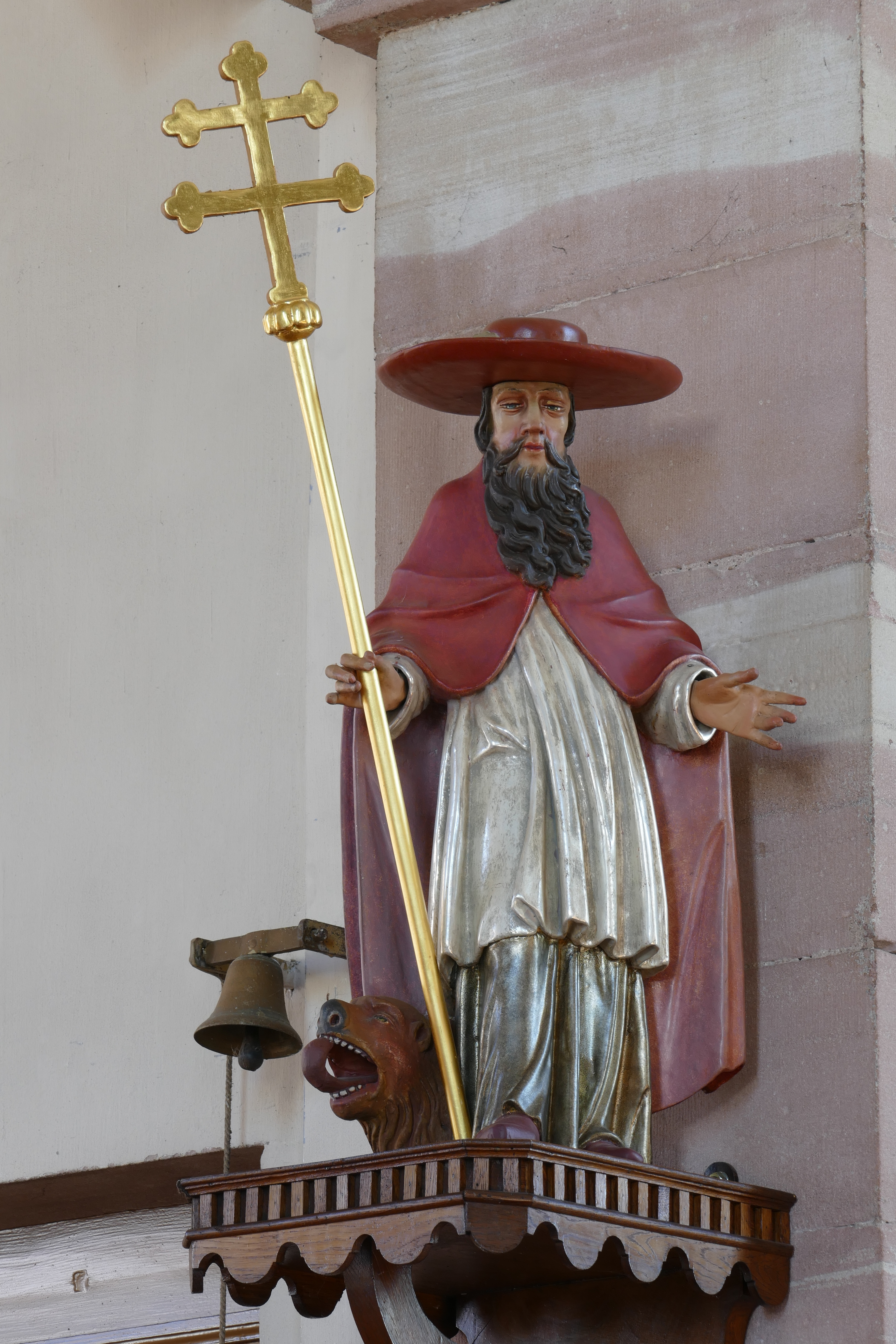
Статуя святого Иеронима
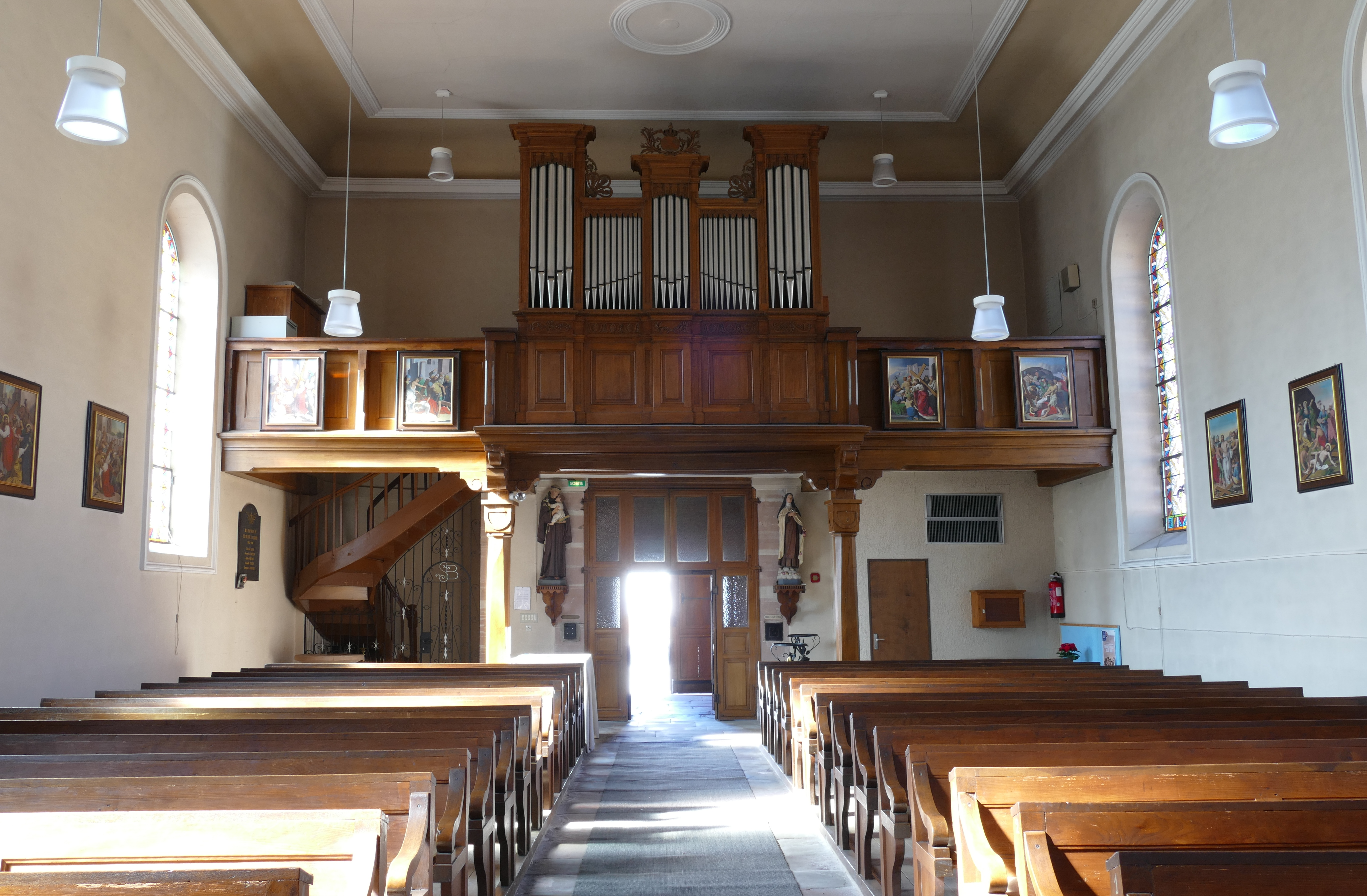
Интерьер, вид на орган